# Osteocephalus alboguttatus
Az Osteocephalus alboguttatus a kétéltűek (Amphibia) osztályának békák (Anura) rendjébe és a levelibéka-félék (Hylidae) családjába tartozó faj.

## Előfordulása
A faj Ecuador endemikus faja. Természetes élőhelye a trópusi vagy szubtrópusi nedves síkvidéki erdők, tmocsarak, ültetvények, kertek, lepusztult erdők. 

## Természetvédelmi helyzete
A vörös lista a nem fenyegetett fajok között tartja nyilván.